# Еублефар іранський
Еублефар іранський (Eublepharis angramainyu) — вид ящірок родини геконових (Gekkonidae). Один із 7 видів роду, поширений в Західній Азії.

## Етимологія
Видова назва angramainyu перекладається з перської як «дух ночі».

## Опис
Досить великий гекон із загальною довжиною тіла до 25 см. Довжина тіла самців від кінчика морди до клоаки (L.) до 154 мм, самок — до 137 мм. Хвіст значно коротший за довжину тулуба з головою (довжина (L.cd.) не перевищує 100 мм), товстий (на кшталт морквини), круглий, гостроконечний, ламкий, здатний до регенерації. Потовщення на хвості в середній його частині є місцем накопичення поживних речовин на зиму.  Голова масивна, висока, яйцеподібна, чітко відмежована від шиї.  Очі порівняно невеликі, з добре розвиненими рухомими повіками; зіниця вертикальна. Кінцівки помірної довжини. Пальці короткі, циліндричні, без зубчиків по краях; знизу з одним рядом із 24 гладких підпальцевих пластинок. Самці з добре вираженими 11—13 анальними порами. Самці крупніші за самок.
Тіло вкрито дрібною багатогранною гладенькою лускою, що перемежовується з великими поздовжньо витягнутими конусоподібними горбиками, ряди яких на боках майже торкаються один одного. Хвіст кільчастий, з поперечними рядами дрібних лусок, причому у кожному кольці (сегменті) проходить ряд косо конічних горбиків. Поперек черева 24 луски. Морда зверху і з боків вкрита численними і шести- восьмикутними пластинками, серед яких виділяються великі конусоподібні горбики. Вушний отвір великий, його довжина в 2,5 рази перевищує ширину. Міжносові щитки розділені єдиною п'ятикутною лусочкою. Верхньогубних та нижньогубних щитків по 10. За п'ятикутним підборідним щитом розташовані 4 ряди збільшених лусок.
Верх тіла забарвлений у жовтуватий або жовтувато-бурий колір. Уздовж хребта від потилиці до основи хвоста тягнеться світла смуга. З обох сторін вона межує з темними переривчастими смугами, які можуть зливатися між собою в поздовжньому напрямку, а також з поперечними темними мітками. На голові сітчастий візерунок. Підковоподібна потилична темна або світла смуга відсутня. На кінцівках численні темні цятки. Хвіст вкритий численними нерегулярними темними поперечними мітками, які ширші за світлі проміжки між ними. Черево світле, жовтувато-коричневе. У молодих ящірок всі плями виражені різкіше, вони мають вигляд чорних поперечних смуг, з яких одна розташована на шиї, дві — на спині та кілька інших на хвості.

## Поширення
Ареал охоплює Іран (Хузистан, хребет Загрос), Ірак (Ниневех, Киркук, Сулейманія), прилеглі райони Туреччини та Сирії.

## Особливості біології
Проживає в передгір'ях, віддаючи перевагу ділянкам із кам'янистим ґрунтом. Веде потайний нічний спосіб життя. Вдень відпочиває серед скель, нагромаджень каміння, розвалин та в норах гризунів. Харчується комахами, павуками, сольпугами, скорпіонами, мокрицями, дрібними ящірками та гризунами. При утриманні в тераріумі віддає перевагу комахам з м'якими хітиновими покривами. При небезпеці може позбутися хвоста.
Належить до яйцекладних ящірок. Самка відкладає яйця наприкінці травня — на початку липня. Тривалість життя в природі до 10 років, в умовах неволі — до 15—20 років.

## Практичне значення
Користується популярністю серед тераріумістів світу.